# DN7 (Var)
De DN7 is een departementale weg in het Zuid-Franse departement Var. De weg loopt van de grens met Bouches-du-Rhône via Brignoles en Fréjus naar de grens met Alpes-Maritimes. In Bouches-du-Rhône loopt de weg als D7N verder naar Aix-en-Provence en Lyon. In Alpes-Maritimes loopt de weg verder als D6007 naar Cannes en Nice.

## Geschiedenis
Oorspronkelijk was de DN7 onderdeel van de N7. In 2006 werd de weg overgedragen aan het departement Var, omdat de weg geen belang meer had voor het doorgaande verkeer vanwege de parallelle autosnelweg A8. De weg is toen omgenummerd tot DN7.